# Shen Xiling
Shen Xiling (chinesisch 沈西苓, Pinyin Shěn Xīlíng, Jyutping Sam2 Sai1ling4; * 1904 in Hangzhou, Zhejiang; † 19. Dezember 1940 in Chongqing) war ein chinesischer Filmregisseur und Drehbuchautor.
Shen Xiling lernte Textilfärberei, bevor er sich der Kunst zuwandte. Er absolvierte zunächst ein Praktikum als Bühnenbildner an einem japanischen Theater. 1928 kehrte er zurück nach China und engagierte sich in linken Theatergruppen, lehrte an zwei Kunstschulen und arbeitete nebenher als Schaufensterdekorateur.
1931 nahm er ein Angebot als Szenenbildner bei der Filmgesellschaft Tianyi zu arbeiten an. Shen schrieb sein erstes Drehbuch, The Protest of Women, doch sein Wunsch, die Regie für den Film zu übernehmen, wurde vom Studio abgelehnt. Shen ging daraufhin zur Filmgesellschaft Mingxing, wo er 1933 sein Drehbuch verfilmen konnte. Sein zweiter Film Twenty-Four Hours in Shanghai (1933) hatte Probleme mit der Zensur, er wurde nur nach Schnitten freigegeben. Shen Xiling weigerte sich zwar, die verstümmelte Version zu veröffentlichen, doch das Studio bestand aus wirtschaftlichen Interessen darauf. Trotz Missstimmung blieb er bis 1937 bei Mingxing. Er war an der Produktion der finanziell erfolgreichen Filme Zi mei hua (Twin Sisters, 1934) von Zheng Zhengqiu und The Trouble with Daughters (1934) von Zhang Shichuan beteiligt und führte Regie bei den chinesischen Klassikern der 1930er Jahre: Homesick, Boatman's Daughter (beide 1935) und insbesondere Shizi jietou (Crossroads, 1937) mit Zhao Dan und Bai Yang. 
Shen wechselte danach zu Lianhua, wo ihm die Regie von The True Story of Ah Q, einer Adaption einer bekannten Kurzgeschichte von Lu Xun versprochen wurde. Wegen des Beginns des japanisch-chinesischen Krieges kam das Projekt nicht mehr zustande. Nach der Einnahme Shanghais durch die Japaner ging Shen 1938 nach Chongqing, wo er für Nationalist Central Film Studio Children of China (1939) drehte.
Shen Xiling starb 1940 an Typhus.